# Oberamt Mönchsroth
Das Oberamt Mönchsroth war ein Amt in der Grafschaft Oettingen mit Sitz in Mönchsroth.  

## Geschichte
Das Benediktinerkloster Mönchsroth fiel an das Reich heim und gelangte im Jahr 1251 durch Verpfändung an die Grafschaft Oettingen. Nach Unstimmigkeiten wurde die Vogtei über das Kloster Lupold von Nordenberg zugesprochen. Nach einer Fehde des Heinrich von Nordenberg gelangte diese wieder an das Reich. Oettinger Ministeriale gelangten wiederum im Zeitraum von 1331 bis 1340 in Pfandbesitz der Mönchsrother Vogtei, 1347 erfolgte der endgültige Übergang an die Grafen von Oettingen. Die Propstei des Mönchsrother Kloster war bestrebt, sich vom Mutterkloster Hirsau zu emanzipieren, was von den Oettingern unterstützt wurde. Nach einer schiedsgerichtlichen Regelung im Jahr 1460 waren nun die Oettinger auch an der ökonomischen Aufsicht paritätisch beteiligt, konnten also auch grundherrliche Ansprüche geltend machen. 1588 wurde das Kloster im Zuge der Säkularisation aufgehoben und in einem Amt der protestantischen Grafen Oettingen-Oettingen umgewandelt. Der Güterbestand entsprach dem des ehemaligen Klosters. Daran änderte sich bis zur Aufhebung des Oberamtes Mönchsroth nichts. Im Zuge der Veräußerung von Hausgut durch Albrecht Ernst II. von Oettingen-Oettingen in den Jahren 1713 bis 1715 gelangten Einzelpartien des Oberamtes an den Proviantdirektor des Schwäbischen Kreises Johann Philipp von Schell. Dieser geriet in der Folgezeit in Konkurs, so dass Oettingen-Spielberg die Einzelpartien im Jahr 1749 wieder erwerben konnte. Mit dem Hauptlandesvergleich zwischen Oettingen-Spielberg und Brandenburg-Preußen im Jahr 1796 wurde das Oberamt Mönchsroth dem neu geschaffenen Crailsheimer Kreis einverleibt.

## Amtsbeschreibung
Das Oberamt Mönchsroth übte die Dorf- und Gemeindeherrschaft über folgende Orte aus:
- Diederstetten, Hardhof, Hardmühle, Hasselbach, Mönchsroth, Oberhard, Obermeißling (strittig mit Reichsstadt Dinkelsbühl), Segringen, Seidelsdorf (strittig mit der Reichsstadt Dinkelsbühl), Untermeißling (strittig mit der Reichsstadt Dinkelsbühl), Winnetten und Wittenbach.

Das Oberamt Mönchsroth hatte in folgenden Orten Grundherrschaften  (in Klammern, soweit bekannt, sind die Mönchsrother Anwesen und die Gesamtzahl der Anwesen angegeben nach dem Stand im 18. Jahrhundert):
- Unmittelbar: Beermühle (1/1), Bergheim, Bösenlustenau, Buchhausen, Burgstallhof (2/2), Dambach, Diederstetten (14/14), Eck am Berg, Fallmeisterei (1/1), Fladermühle, Gaxhardt, Grobenhof, Grünstädt, Hammerschmiede (1/1), Hasselbach (12/12), Kaltenwag, Knorrenmühle (1/1), Mönchsroth (154/154), Oberbronnen, Oberhard (6/8), Oberschnaidhaim, Rain (1/9), Regelsweiler, Rühlingstetten (4/19), Scheckenmühle (1/1), Schönbronn, Segringen (32/34), Seidelsdorf (9/20), Strambach, Unterbronnen, Unterradach (1/13), Walxheim, Winnetten (11/11), Wittenbach. (33/34).
- Mittelbar: Kirche Segringen: Obermeißling (1/4), Segringen (2/34), Wolfertsbronn (2/24).[2]